# Jordan Zébo
Jordan Zébo, né le 16 septembre 2000, est un pratiquant français d'arts martiaux mixtes (MMA), originaire de la commune de Sainte-Marie en Martinique. Il combat actuellement au sein de l'ARES Fighting Championship.

## Biographie
Jordan Zébo commence le MMA en à Saint-Thérèse au club Antilles MMA . Son style de combat mélange plusieurs disciplines telles que la boxe, la lutte et le jiu-jitsu brésilien . Son manager est Fernand Lopez.

## Carrière

### International Mixed Martial Arts Federation (2019)
En 2019, il fait ses débuts à l'IMMAF dans le monde amateur du MMA pour le championnat du monde juniors. Zébo gagne ses deux premiers combats par décision unanime, affrontant successivement Teddy Stringer et Yousif Sayyar. Il vit sa première défaite par soumission en triangle face à Kamil Chaïkhamatov .

### MMA Battle Arena (2020)
En mars 2020, il participe à son unique combat dans l'organisation amateur MMA Battle Arena face Mihail Birsanu. Il perd par décision unanime des juges ,.

### World Fight League (2021)
En aout 2021, il combat Patryk Kulpa pour un combat amateur dans la WFL qu'il remporte par KO.

### Versus MMA (2021)
En octobre 2021, il combat Alvi Dasuye pour un combat amateur dans la WFL qu'il perd par KO,.

### Elite MMA Championship (2022)
En avril 2022, il fait ses débuts professionnels à l'EMC face à Farshedi Shamsiddin. Zébo remporte son combat au 3ᵉ round par guillotine .

### ARES Fighting Championship (depuis 2022)
En mai 2022, Jordan Zébo rejoint l'organisation ARES et se retrouve face à un adversaire de renom, Karim Ghajji, ancien champion du monde de kickboxing du Bellator et de l'ISKA . Le combat attire l'attention lorsque, lors de l'affrontement, Jordan Zébo réalise un takedown puissant qui casse littéralement le sol de l'octogone. Cette scène insolite marque le combat. Par la suite, Jordan Zébo remporte la victoire par décision unanime, confirmant ainsi sa compétence sur le ring .
En début d'année 2023, il bat Nascimento par décision unanime et l'emporte également sur son combat du mois de mai en affrontant Mickaël Marie Sardi, qu'il met KO au troisième round avec un violent high-kick ,.
En mars 2024, lors de l'ARES 19, Jordan Zébo remporte une victoire décisive contre Carlos Graca. Bien qu'il n'ait pas réussi à mettre KO son adversaire, Zébo domine le combat avec plusieurs takedowns et Graca envoie au tapis,.

### Professionnal Fighters League
Le 30 septembre 2023, a lieu l'événement du PFL Paris, Jordan Zébo affrontant alors Cédric Doumbè, sept fois champion du Glory. Diffusé en direct sur RMC Sport 2 ,, ce combat suscite un vif intérêt de la part des fans de MMA. Les footballeurs Kylian Mbappé, Achraf Hakimi et Ousmane Dembélé sont également présents ,.
Dès le début de l'affrontement, Zébo tente de placer un high-kick mais immédiatement, Doumbè le contre avec un coup puissant asséné à la tempe. Le combat se termine en neuf secondes par K.-O et une défaite de Jordan Zébo ,.
Zébo a exprimé son désir de se relever de cette défaite et a critiqué les provocations excessives de Doumbè ,.

## Vie privée
En dehors de l'octogone, Jordan Zébo est décrit comme réservé et timide.

## Palmarès en arts martiaux mixtes professionnel
| 9 combats      | 8 victoires | 1 défaites |
| Par KO         | 1           | 1          |
| Par soumission | 1           | 0          |
| Sur décision   | 6           | 0          |

| Résultat | Record | Adversaire                    | Méthode                      | Événement                     | Date              | Round | Temps | Lieu                        | Notes                                   |
| -------- | ------ | ----------------------------- | ---------------------------- | ----------------------------- | ----------------- | ----- | ----- | --------------------------- | --------------------------------------- |
| Victoire | 8-1    | Wissem Akhmouch               | Décision partagé             | Ares Fighting Championship 30 | 16 mai 2025       | 3     | 5:00  | Adidas Arena, Paris, France | Co-main event de la soirée              |
| Victoire | 7-1    | Vincent Del Guerra            | Décision unanime             | Ares Fighting Championship 27 | 23 novembre 2024  | 3     | 5:00  | Marseille, France           |                                         |
| Victoire | 6-1    | Phruethukorn Chaichongcharden | Décision partagée            | Ares Fighting Championship 22 | 14 juin 2024      | 3     | 5:00  | Paris, France               |                                         |
| Victoire | 5-1    | Carlos Graca                  | Décision unanime             | Ares Fighting Championship 19 | 8 mars 2024       | 3     | 5:00  | Paris, France               |                                         |
| Défaite  | 4-1    | Cédric Doumbè                 | KO (coup de poing)           | PFL Europe 3: 2023 Playoffs   | 30 septembre 2023 | 1     | 0:09  | Paris, France               | KO le plus rapide de l'histoire du PFL. |
| Victoire | 4-0    | Mickael Marie Sardi           | KO (coup de pied circulaire) | Ares Fighting Championship 15 | 11 mai 2023       | 3     | 3:40  | Paris, France               | Performance de la soirée.               |
| Victoire | 3-0    | Calebe Maia Nascimento        | Décision unanime             | Ares Fighting Championship 11 | 20 janvier 2023   | 3     | 5:00  | Paris, France               |                                         |
| Victoire | 2-0    | Karim Ghajji                  | Décision unanime             | Ares Fighting Championship 6  | 20 mai 2022       | 3     | 5:00  | Paris, France               |                                         |
| Victoire | 1-0    | Farshedi Shamsiddin           | Soumission (guillotine)      | ELITE MMA Championship 9      | 16 avril 2022     | 3     | 2:07  | Düsseldorf, Allemagne       | Catchweight à 176lbs (80kg).            |

## Palmarès en arts martiaux mixtes amateur
| 6 combats      | 3 victoires | 3 défaites |
| Par KO         | 1           | 1          |
| Par soumission | 0           | 1          |
| Sur décision   | 2           | 1          |

| Résultat | Record | Adversaire         | Méthode               | Événement                            | Date             | Round | Temps | Lieu                   | Notes                     |
| -------- | ------ | ------------------ | --------------------- | ------------------------------------ | ---------------- | ----- | ----- | ---------------------- | ------------------------- |
| Défaite  | 3-3    | Alvi Dasuyev       | TKO (coups de poing)  | Versus MMA 4                         | 9 octobre 2021   | 2     | NC    | Eindhoven, Pays-Bas    |                           |
| Victoire | 3-2    | Patryk Kulpa       | TKO                   | World Fighting League MMA 6          | 15 août 2021     | 2     | NC    | Eindhoven, Pays-Bas    |                           |
| Défaite  | 2-2    | Mihail Birsanu     | Décision unnaime      | Battle Arena 59                      | 7 mars 2020      | 3     | 3:00  | Birmingham, Angleterre |                           |
| Défaite  | 2-1    | Kamil Shaikhamatov | Soumission (triangle) | 2019 IMMAF-WMMAA World Championships | 13 novembre 2019 | 2     | 1:29  | Manama, Bahreïn        |                           |
| Victoire | 2-0    | Yousif Sayyar      | Décision unanime      | 2019 IMMAF-WMMAA World Championships | 12 novembre 2019 | 3     | 3:00  | Manama, Bahreïn        |                           |
| Victoire | 1-0    | Teddy Stringer     | Décision partagée     | 2019 IMMAF-WMMAA World Championships | 11 novembre 2019 | 3     | 3:00  | Manama, Bahreïn        | Début en poids mi-moyens. |